# Eleanor Rigby (roman)
Pour les articles homonymes, voir Eleanor Rigby.
Eleanor Rigby est un roman de l'écrivain canadien Douglas Coupland paru en 2004. Le titre fait référence à la chanson éponyme des Beatles.